# Félix Lajkó

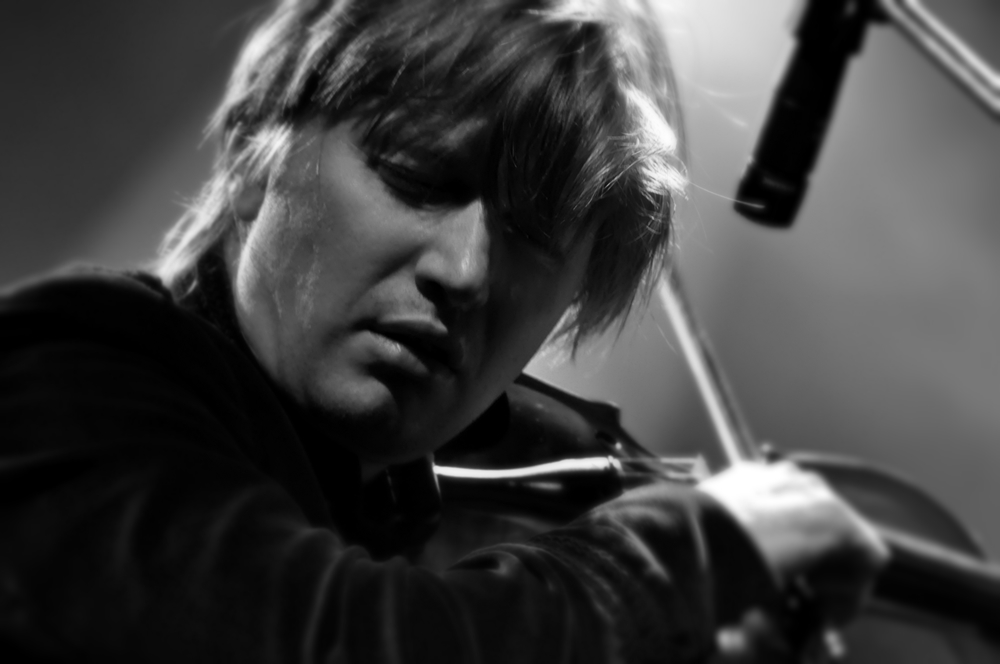
Félix Lajkó (2011)

Félix Lajkó (* 17. Dezember 1974 in Bačka Topola, Vojvodina, Jugoslawien) ist ein ungarisch-serbischer Musiker und Komponist.

## Leben
Félix Lajkó wuchs in einer Familie ethnischer Ungarn in der serbischen Provinz Vojvodina auf. Sein erstes Musikinstrument war die ungarische Zither citera, die er mit zehn Jahren zu spielen begann. Er gewann einige bedeutende Preise in dieser Kategorie in Jugoslawien und Ungarn. Im Alter von zwölf Jahren begann er Geige zu spielen. Die auf sechs Jahre angelegte musische Grundschule in Mali Iđoš absolvierte er in drei Jahren. Nachdem er als 16-Jähriger von der musischen Sekundarschule in Subotica ausgeschlossen wurde, ging er nach Budapest, wo er mit dem Dresch Quartett, dem Pianisten und Komponisten György Szabados und dem Ensemble Ritual Nova von Boris Kovac auftrat. Seit dieser Zeit lebt Lajkó abwechselnd in Budapest und Subotica. Konzertreisen führten ihn neben unzähligen Auftritten in Ungarn und Serbien u. a. nach Tschechien, Deutschland, Frankreich, Großbritannien, Japan, Italien, Monaco, Rumänien und in die Slowakei. Ausdruck seiner nicht nur musikalischen Unangepasstheit und Heimatverbundenheit war eine Tour zusammen mit Boban Markovićs Blasmusik-Orchester durch Serbien während der NATO-Luftangriffe im Jahr 1999.
Lajkó komponiert und arrangiert seine Musik selbst; er hat mit vielen international bekannten Musikern, wie Min Tanaka (Japan), Noir Désir (Frankreich), Alexander Bălănescu (Großbritannien) oder Magdolna Rúzsa (Ungarn), erfolgreich zusammengearbeitet und dabei viele unterschiedliche musikalische Stilrichtungen zu originellen Neuschöpfungen verbunden. Zu etlichen ungarischen und jugoslawischen Filmen und Theaterstücken schrieb er die Musik. Der ungarische Regisseur Miklós Jancsó drehte 1999 einen Film über Lajkó.

## Musik
Félix Lajkós Musik gilt als schwer beschreibbar. Sie basiert auf einer ebenso virtuosen wie energischen Beherrschung des Instruments, erstrangig der Geige, daneben der Zither. Aufgrund seiner intensiven, ekstatischen Spielart wird sie als „brennend“ charakterisiert. Kennzeichnend ist der ausgeprägte Hang zur Improvisation, ohne dass die Stücke dadurch eine klare Struktur vermissen ließen. In seiner Musik vereinen sich Einflüsse aus der traditionellen Volksmusik Ungarns und Serbiens, aus der Romamusik, aus Klezmer, Jazz, Blues, Rock und klassischer Musik zu einem unverwechselbaren eigenen Stil.

## Film
Im ungarischen Spielfilm Delta (2008) von Kornél Mundruczó spielt er an der Seite von Orsolya Tóth die männliche Hauptrolle. Der Film gewann mehrere Preise, unter anderen den Preis der Fédération Internationale de la Presse Cinématographique zu den Internationalen Filmfestspielen von Cannes, den Don-Quijote-Preis der Féderation Internationale des Ciné-Clubs zum Filmfestival Cottbus, die Goldene Filmrolle sowie den Preis für die beste Musik (von Félix Lajkó) der Ungarischen Filmschau (alle 2008).

## Diskografie

### Solo mit eigenem Ensemble
1. Most jöttem..., 2016 (CD, Fonó Budai Zeneház)
2. Mező, 2013 (CD, Fonó Budai Zeneház)
3. A bokorból, 2009 (CD, Tilos az Á produkció)
4. Remény, 2007 (CD, Tilos az Á produkció)
5. Lajkó Félix 7, 2004 (CD, Tilos az Á produkció)
6. Félix, 2002 (CD, Tilos az Á produkció)
7. Lajkó Félix és bandája játszik, 2001 (CD, Tilos az Á produkció)
8. Lajkó Félix és zenekara: Koncert '98, 1998 (CD/MC, Fonó Records)
9. Lajkó Félix és zenekara, 1997 (CD/MC, Fonó Records)
10. Lajkó Félix és bandája, 1995 (CD, Selbstverlag)

### Zusammenarbeit mit anderen Künstlern
1. Boban Markovics Orkestar Feat. Lajkó Félix, 2000 (CD, X Produkció)
2. Lajkó Félix – Lõrinszky Attila: Live at the Academy, 1997 (CD, Fonó Records)
3. SaMaBa Trió: Opus Magnum, 1996 (CD, Fonó Records, Gastmusiker)
4. Dresch Dudás Mihály: Zeng a lélek, 1993 (CD, Fonó Records)
5. Noir Desir: 666.667 Club, 1992 (CD, Polygram/Universal, Gastmusiker)